# Južna polutka
Južna polutka ili južna hemisfera je onaj dio Zemljine kugle koji se nalazi južno od ekvatora.
Astronomsko ljeto ovdje traje od prosinca do veljače, a zima od lipnja do kolovoza, dakle suprotno od sjeverne polutke.
Južna polutka ima puno manje kopnenih površina od sjeverne, i zbog toga ju često nazivaju još i vodena hemisfera. Na južnoj polutci nalaze se južni dijelovi Južne Amerike i Afrike, veći dio Indonezije kao i Australija i Novi Zeland te manji otočići u Tihom oceanu.
Osim toga, sunce se na južnoj polutki kreće s istoka na zapad preko sjevera, a ne preko juga kao na sjevernoj.